# Matt Mullenweg
Matthew Charle Mullenweg (Houston, 11 gennaio 1984) è un imprenditore statunitense, attualmente residente a San Francisco.

## Biografia
Laureato a Houston, Mullenweg è noto per essere l'inventore di WordPress, una piattaforma open source in linguaggio PHP, usando un database MySQL, consente la creazione di un blog personale, di tipo pubblico o privato.
Nel marzo 2007 la rivista PC World lo ha classificato come la sedicesima persona al mondo più importante nel web.
Matthew è anche il proprietario e fondatore di wordpress.com e Automattic.